# Парадіня-Нова
Парадіня-Нова (порт. Paradinha Nova; МФА: [pɐ.ɾɐ.di.ɲɐ ˈno.vɐ]) — парафія в Португалії, у муніципалітеті Браганса. Розташована в північно-східній частині країни, на теренах історичної португальської провінції Трансмонтана. Входить до складу округу Браганса. За адміністративним поділом, чинним до 1976 року, терени парафії були складовою провінції Трансмонтана і Верхнє Дору. Належить до Брагансько-Мірандської діоцезії Католицької церкви. Патрон — святий Михаїл. Площа — 15,9529 км². Населення — 109 ос. (2011). Слабо урбанізований регіон. Густота населення — 6,83 осіб/км²
. Код — 040228.

## Населення
| Кількість мешканців | Кількість мешканців | Кількість мешканців | Кількість мешканців | Кількість мешканців | Кількість мешканців | Кількість мешканців | Кількість мешканців | Кількість мешканців | Кількість мешканців | Кількість мешканців | Кількість мешканців | Кількість мешканців | Кількість мешканців | Кількість мешканців |
| ------------------- | ------------------- | ------------------- | ------------------- | ------------------- | ------------------- | ------------------- | ------------------- | ------------------- | ------------------- | ------------------- | ------------------- | ------------------- | ------------------- | ------------------- |
| 1864                | 1878                | 1890                | 1900                | 1911                | 1920                | 1930                | 1940                | 1950                | 1960                | 1970                | 1981                | 1991                | 2001                | 2011                |
| 300                 | 315                 | 407                 | 390                 |                     |                     |                     | 386                 | 441                 | 524                 | 317                 | 234                 | 168                 | 150                 | 109                 |